# جین مدوز
جین مدوز (انگلیسی: Jayne Meadows؛ زادهٔ ۲۷ سپتامبر ۱۹۱۹ - درگذشته ۲۶ آوریل ۲۰۱۵) هنرپیشه و مؤلف اهل ایالات متحده آمریکا بود.
از فیلم‌هایی که وی در آن نقش داشته‌است، می‌توان به آلیس در سرزمین عجایب و داستان ما اشاره کرد.